# Gentleman's Relish

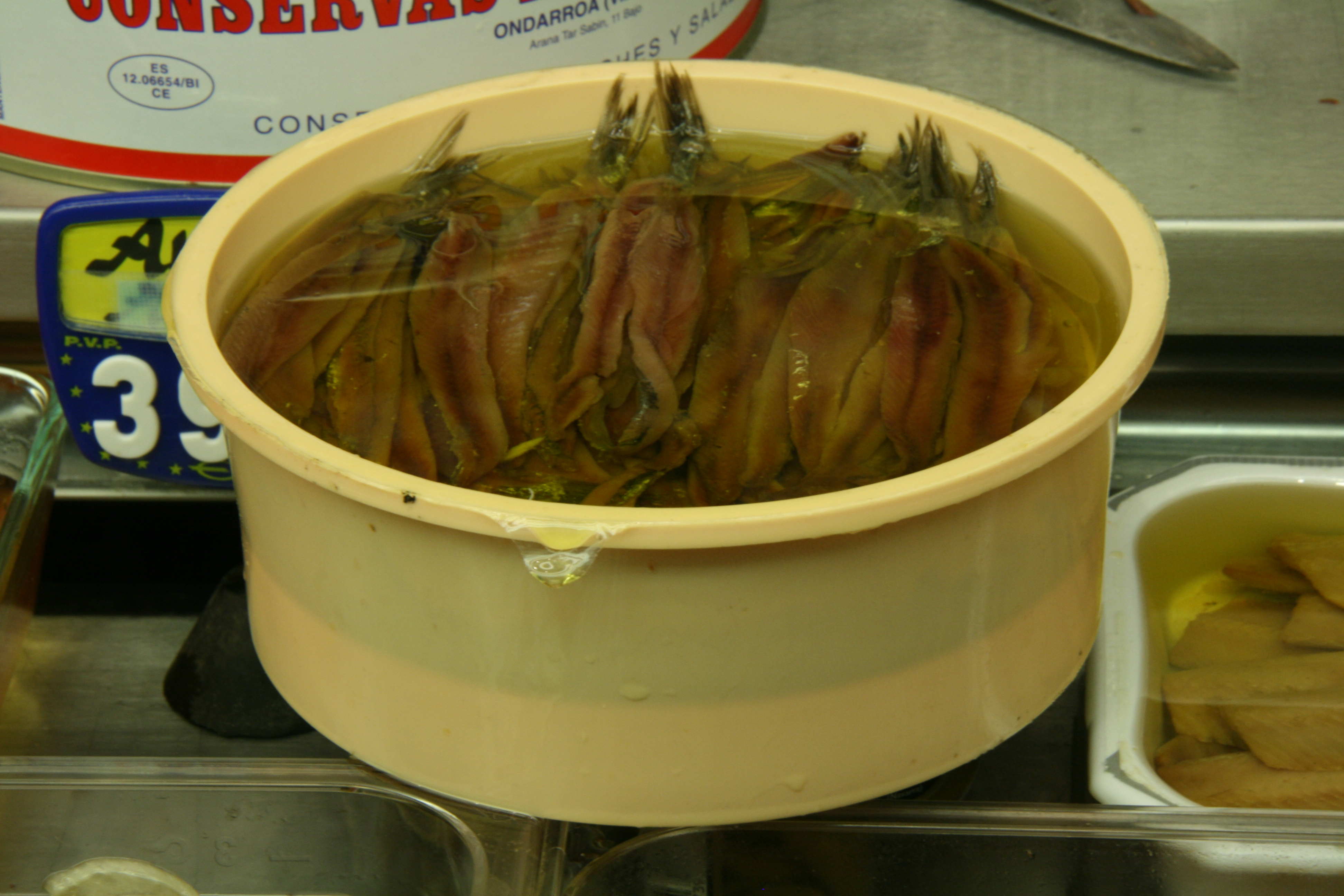
Las anchoas son una fuente natural de saborizantes y una pasta elaborada con ellas como ingrediente es adecuada como condimento.

Gentleman's Relish (denominado también Patum Peperium); se trata de un condimento, relish a base de pasta de anchoas. La pasta fue creada en 1828 por el caballero denominado John Osborne. Es similar en sabores al garum romano o a la pasta de gambas.

## Características
De fuerte sabor, muy salado y con abundantes tonalidades a pescado, debido a que se emplean anchoas, en concentraciones cercanas al sesenta por ciento. La pasta contiene también mantequilla, hierbas y diversas especias. La receta exacta ha permanecido en secreto y es conocida tan solo por algunas empresas. En la actualidad es comercializada solo por  Elsenham Quality Foods en Elsenham, Inglaterra. El empleo de anchoas como saborizante se debe a la presencia de ácido inosínico.

## Usos
La forma tradicional de emplear esta pasta de anchoas denominada Gentleman's Relish es untando una cierta cantidad sobre una tostada con mantequilla, a veces sin emplear otro ingrediente, o se incluye pepino, o junto con unas muestras de mostaza y  cress, (berros). A veces, el Gentleman's Relish se emplea en recetas de platos que contienen carne picada, como puede ser el shepherd's pie (pastel de carne picada sazonada tipo boloñesa,  cubierto de puré de patatas y queso rallado y todo ello horneado); el cottage pie, o para saborizar pasteles de pescado, pasteles de patata y croquetas. Puede ser fundido en huevos revueltos o como topping (aliño), para las patatas fritas en gajos con piel, jacket potatoes.